# Kassandra (TV-serie)
Kassandra är en venezuelansk såpopera från 1992-1993, med Coraima Torres, Osvaldo Ríos och Henry Soto i huvudrollerna.

## Rollista (i urval)
- Coraima Torres - Kassandra / Andreína Arocha
- Osvaldo Ríos - Luis David Contreras / Ignacio Contreras
- Henry Soto - Randú

### Fotnoter
Den här artikeln är helt eller delvis baserad på material från engelskspråkiga Wikipedia, tidigare version.